# We Take the Chance
«We Take the Chance» es un sencillo del dúo de música pop alemán Modern Talking lanzado en 1998.
Su lado B es el megamix de los éxitos de los 80's de Modern Talking, Space Mix '98, en colaboración con Eric Singleton.

## Lista de canciones
CD sencillo 74321 62737 2
1. Space Mix '98 (feat. Eric Singleton) - 4:28
2. We Take The Chance - 4:07

## Créditos
- We Take The Chance publicado por Blue Obsession Music/Warner Chappell